# Berlin in Berlin
Berlin in Berlin ist ein deutsch-türkischer Spielfilm von Sinan Çetin aus dem Jahr 1993. Der Genre-Mix aus Thriller, Melodram und Komödie parodiert migrantische Problemfilme wie 40 qm Deutschland.

## Inhalt
Ein Deutscher (Armin Block) lebt in Berlin auf „4 Quadratmetern Türkei“ im Kleiderschrank von Dilber in der Wohnung ihrer türkischen Großfamilie, nachdem er deren Mann in einem Streit versehentlich erschlagen hatte. Nach und nach assimiliert sich der Deutsche.

## Kritik
„Der Film glänzt (…) durch ironisch-spielerische Momente und konnte sich die distanzierte Perspektive wohl auch deshalb erlauben, weil er weitgehend außerhalb der deutschen Förderstrukturen produziert wurde“

„Ein Versuch, Toleranz für fremde Moralvorstellungen und Kultur zu wecken. Die teilweise dilettantische Gestaltung und laienhafte Schauspielerei nehmen dem Film viel von seiner beabsichtigten Wirkung; nur ein an der Thematik interessiertes Publikum wird darüber hinwegsehen.“